# Kyōka Okamura
Kyōka Okamura (岡村 恭香?, Okamura Kyōka; Kyoto, 6 ottobre 1995) è una tennista giapponese.

## Carriera
Kyōka Okamura ha vinto 3 titoli in singolare e 11 titoli in doppio nel circuito ITF in carriera. Il 17 febbraio 2025, ha raggiunto il best ranking in singolare alla 178ª posizione mondiale, mentre il 21 ottobre 2019 ha raggiunto in doppio la 229ª posizione mondiale.
Okamura ha fatto il suo debutto nel circuito maggiore nel torneo di casa all'HP Open 2014, dove ha ricevuto una wildcard per il torneo di doppio insieme alla connazionale Kotomi Takahata, dove riescono a raggiungere i quarti di finale sconfiggendo Misaki Doi e Elina Svitolina nel primo turno, per poi cedere al turno successivo dalle teste di serie numero 4 Darija Jurak e Megan Moulton-Levy.
Il 4 febbraio 2023, Kyōka ha raggiunto la prima finale WTA 125 della carriera in doppio alla Copa Oster, a Cali, dove in coppia con la cinese You Xiaodi vengono sconfitte dalla coppia polacca formata da Weronika Falkowska e Katarzyna Kawa con i punteggio di 1-6, 7-5, [6-10].
Okamura fa il suo debutto in un main draw di un torneo WTA al Toray Pan Pacific Open 2024, dove non supera le qualificazioni ma viene ripescata come lucky loser in seguito al ritiro di Anna Kalinskaja; nel primo turno, batte al primo turno la qualificata Hailey Baptiste, colei che l'aveva eliminata nell'ultimo turno delle qualificazioni, vendicandosi stavolta lei in due set ed ottenendo la prima vittoria WTA in carriera e contro una giocatrice in Top 100. Nel secondo turno, raccoglie solamente tre giochi contro la testa di serie numero 9 Katie Boulter.

## Circuito WTA 125

### Doppio

#### Sconfitte (1)
| N. | Data            | Torneo           | Superficie  | Compagna   | Avversarie in finale              | Punteggio        |
| 1. | 4 febbraio 2023 | Copa Oster, Cali | Terra rossa | You Xiaodi | Weronika Falkowska Katarzyna Kawa | 1-6, 7-5, [6-10] |

## Statistiche ITF

### Singolare

#### Vittorie (3)
| Torneo $100.000 (0) |
| Torneo $80.000 (0)  |
| Torneo $75.000 (0)  |
| Torneo $60.000 (1)  |
| Torneo $50.000 (1)  |
| Torneo $40.000 (0)  |
| Torneo $25.000 (1)  |
| Torneo $15.000 (0)  |
| Torneo $10.000 (0)  |

| N. | Data           | Torneo                                      | Superficie | Avversaria in finale   | Punteggio         |
| 1. | 22 maggio 2016 | Kurume International Women's Tennis, Kurume | Erba       | Nigina Abduraimova     | 7-6(10), 1-6, 7-5 |
| 2. | 28 agosto 2022 | ITF NH NongHyup Women's Challenge, Goyang   | Cemento    | Peangtarn Plipuech     | 1-6, 6-4, 6-3     |
| 3. | 5 gennaio 2025 | ITF Thailand World Tennis Tour, Nonthaburi  | Cemento    | Kathinka von Deichmann | 7-5, 1-6, 7-5     |

#### Sconfitte (11)
| Torneo $100.000 (0) |
| Torneo $80.000 (0)  |
| Torneo $75.000 (0)  |
| Torneo $60.000 (0)  |
| Torneo $50.000 (1)  |
| Torneo $40.000 (0)  |
| Torneo $25.000 (6)  |
| Torneo $15.000 (0)  |
| Torneo $10.000 (4)  |

| N.  | Data              | Torneo                                                       | Superficie  | Avversaria in finale   | Punteggio         |
| 1.  | 4 maggio 2014     | Chang ITF Thailand Pro Circuit Bangkok, Bangkok              | Cemento     | Michika Ozeki          | 4-6, 3-6          |
| 2.  | 13 settembre 2014 | Women's Circuit GS Yuasa Open, Kyoto                         | Cemento (i) | Nudnida Luangnam       | 6(7)-7, 6–3, 4–6  |
| 3.  | 29 marzo 2015     | Asia University International Women's Open Tennis, Nishitama | Cemento     | Hsu Ching-wen          | 3–6, 6–3, 4–6     |
| 4.  | 23 agosto 2015    | ITF Gimcheon Women's Circuit, Gimcheon                       | Cemento     | Kim Na-ri              | 0-6, 4-6          |
| 5.  | 6 settembre 2015  | JPTA Noto International Women's Open Tennis, Noto            | Sintetico   | Lee Ya-hsuan           | 3–6, 6–3, 6(10)-7 |
| 6.  | 15 maggio 2016    | Fukuoka International Women's Cup, Fukuoka                   | Erba        | Ksenija Lykina         | 2–6, 7–6(2), 0–6  |
| 7.  | 13 ottobre 2019   | Toowoomba International, Toowoomba                           | Cemento     | Maddison Inglis        | 1-6, 6-4, 0-6     |
| 8.  | 6 agosto 2022     | GB Pro-Series Foxhills, Foxhills                             | Cemento (i) | Joanna Garland         | 6–3, 1–6, 2–6     |
| 9.  | 23 giugno 2024    | Formosa Cup, Taipei                                          | Cemento     | Himeno Sakatsume       | 4-6, 0-6          |
| 10. | 30 giugno 2024    | Formosa Cup, Taipei                                          | Cemento     | Vaidehi Chaudari       | 6-3, 5-7, 3-6     |
| 11. | 7 luglio 2024     | ITF Thailand World Tennis Tour, Nakhon Si Thammarat          | Cemento     | Patcharin Cheapchandej | 2-6, 3-6          |

### Doppio

#### Vittorie (11)
| Torneo $100.000 (0) |
| Torneo $80.000 (0)  |
| Torneo $75.000 (0)  |
| Torneo $60.000 (1)  |
| Torneo $50.000 (0)  |
| Torneo $40.000 (0)  |
| Torneo $25.000 (7)  |
| Torneo $15.000 (1)  |
| Torneo $10.000 (2)  |

| N.  | Data              | Torneo                                                                    | Superficie  | Compagna           | Avversarie in finale                         | Punteggio         |
| 1.  | 13 settembre 2014 | Women's Circuit GS Yuasa Open, Kyoto                                      | Cemento (i) | Makoto Ninomiya    | Ayaka Okuno Michika Ozeki                    | 6-3, 6-3          |
| 2.  | 29 marzo 2015     | Asia University International Women's Open Tennis, Distretto di Nishitama | Cemento     | Akiko Yonemura     | Kanae Hisami Kotomi Takahata                 | 2–6, 6–2, [10–5]  |
| 3.  | 10 giugno 2017    | Hashimoto Sogyo Tokyo Ariake International Open, Tokyo                    | Cemento     | Rika Fujiwara      | Momoko Kobori Kotomi Takahata                | 6-2, 6-0          |
| 4.  | 17 giugno 2017    | Kofu International Open Tennis, Kōfu                                      | Cemento     | Rika Fujiwara      | Hiroko Kuwata Riko Sawayanagi                | 7-6(4), 6-3       |
| 5.  | 22 ottobre 2017   | Hamanatsu Mikkabi ITF Women's Circuit, Hamamatsu                          | Cemento     | Rika Fujiwara      | Lu Jiajing Ayaka Okuno                       | 6-2, 6-4          |
| 6.  | 7 aprile 2018     | Kashiwa Open, Kashiwa                                                     | Cemento     | Ayaka Okuno        | Han Na-lae Robu Kajitani                     | 6-2, 6-2          |
| 7.  | 15 giugno 2019    | Trofeu Internacional Ciutat de Barcelona, Barcellona                      | Terra rossa | Moyuka Uchijima    | Marina Bassols Ribera Yvonne Cavallé Reimers | 7-6(7), 6-4       |
| 8.  | 13 luglio 2019    | Ulanqab Open, Ulaan Chab                                                  | Cemento     | Peangtarn Plipuech | Sun Xuliu Wang Meiling                       | 4-6, 7-5, [13-11] |
| 9.  | 6 febbraio 2021   | Jolie Ville Golf Women's, Sharm el-Sheikh                                 | Cemento     | Liang En-shuo      | Magali Kempen Shalimar Talbi                 | 1–6, 6–4, [10–3]  |
| 10. | 9 aprile 2022     | ITF Women's Asia/Oceania, Chiang Rai                                      | Cemento     | Peangtarn Plipuech | Ma Yexin Xun Fangying                        | 4-6, 6-3, [10-5]  |
| 11. | 27 agosto 2022    | ITF NH NongHyup Women's Challenge, Goyang                                 | Cemento     | Peangtarn Plipuech | Kim Da-bin Punnin Kovapitukted               | 6-1, 6-0          |

#### Sconfitte (8)
| Torneo $100.000 (0) |
| Torneo $80.000 (0)  |
| Torneo $75.000 (0)  |
| Torneo $60.000 (3)  |
| Torneo $50.000 (0)  |
| Torneo $40.000 (0)  |
| Torneo $25.000 (3)  |
| Torneo $15.000 (0)  |
| Torneo $10.000 (2)  |

| N. | Data             | Torneo                                            | Superficie  | Compagna         | Avversarie in finale                    | Punteggio        |
| 1. | 23 novembre 2013 | GD Tennis Academy, Adalia                         | Terra rossa | Bianca Hîncu     | Lina Ǵorčeska Anastasia Vdovenco        | 1–6, 6–2, [7–10] |
| 2. | 10 maggio 2014   | Chang ITF Thailand Pro Circuit Bangkok, Bangkok   | Cemento     | Hirono Watanabe  | Varunya Wongteanchai Nungnadda Wannasuk | 2–6, 5-7         |
| 3. | 5 settembre 2015 | JPTA Noto International Women's Open Tennis, Noto | Cemento     | Chiaki Okadaue   | Jang Su-jeong Lee So-ra                 | 3-6, 6-2, [8-10] |
| 4. | 17 novembre 2018 | Bhavna Memorial, Muzaffarnagar                    | Erba        | Michika Ozeki    | Aldila Sutjiadi Wang Danni              | 6(6)-7, 5-7      |
| 5. | 22 giugno 2019   | Macha Lake Open, Staré Splavy                     | Terra rossa | Dejana Radanović | Natela Dzalamidze Nina Stojanović       | 3–6, 3–6         |
| 6. | 4 novembre 2023  | NSW Open, Sydney                                  | Cemento     | Ayano Shimizu    | Destanee Aiava Maddison Inglis          | 0–6, 0–6         |
| 7. | 3 febbraio 2024  | Burnie International, Burnie                      | Cemento     | Ayano Shimizu    | Paige Hourigan Erin Routliffe           | 6(5)-7, 4–6      |
| 8. | 9 agosto 2025    | Southaven Open, Southaven                         | Cemento     | Hiroko Kuwata    | Catherine Harrison Ashley Lahey         | 3-6, 2-6         |